# Municipalitatea Orestiada
Municipalitatea Orestiada este o municipalitate din regiunea Macedonia de Est și Tracia care a fost înființată în 2011 cu Programul Kallikratis. Aceasta a rezultat din fuziunea municipalităților preexistente Orestiada, Vyssa, Trigonos și Kyprinos. Suprafața municipalității este de 955,6  kmp iar populația sa permanentă este de 31.686 locuitori conform recensământului din 2021.  Sediul municipalității este orașul Orestiada .

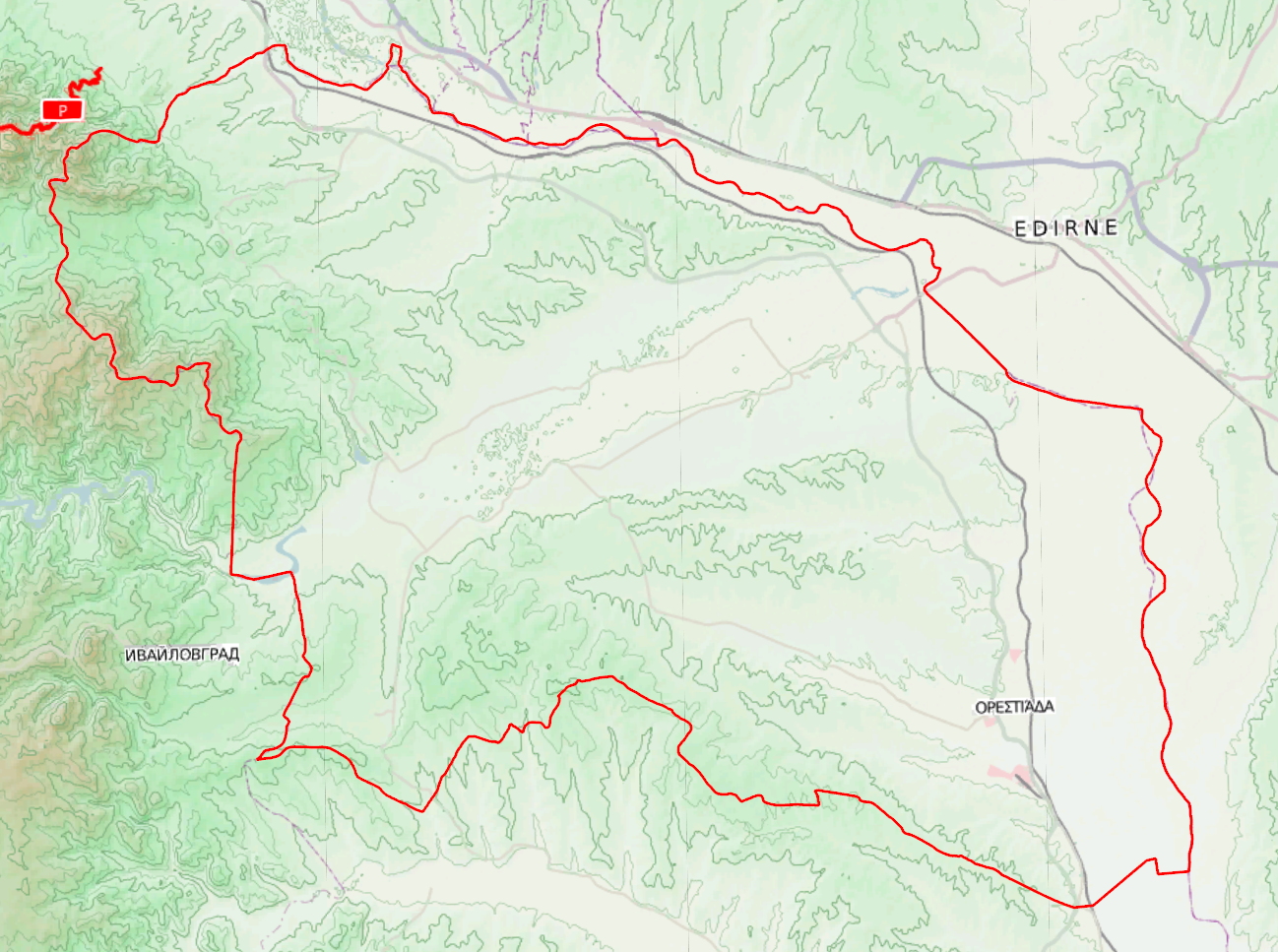
Harta topografică a municipalității Orestiada